# Mariene provincie Warme Gematigde Noordwestelijke Atlantische Oceaan
De Mariene provincie Warme Gematigde Noordwestelijke Atlantische Oceaan (6) (Engels: Warm Temperate Northwest Atlantic marine province) is een biogeografische provincie en ligt in het westen van de Atlantische Oceaan in het Marien rijk Gematigde Noordelijke Atlantische Oceaan. De mariene provincie is vastgesteld door het World Wide Fund for Nature en The Nature Conservancy en is vernoemd naar de warme gematigde wateren in het noordwesten van de Atlantische Oceaan.
In het noordoosten grenst het gebied aan de mariene provincie Koude Gematigde Noordwestelijke Atlantische Oceaan (5) en in het zuiden aan de mariene provincie Tropische Noordwestelijke Atlantische Oceaan (12).

## Geografie
De mariene provincie ligt voor de zuid- en zuidoostkust van de Verenigde Staten, exclusief de zuidelijke helft van Florida.

## Biogeografie
Het gebied kent zeeleven dat houdt van gematigde temperaturen.

## Mariene ecoregio's
Deze mariene provincie bestaat uit 2 mariene ecoregio's:
- Mariene ecoregio Carolina's (42)
- Mariene ecoregio Noordelijke Golf van Mexico (43)